# Байда Григорій Іванович
Григо́рій Іва́нович Ба́йда (нар. 3 (16) грудня 1902, Леськи — 25 січня 1981, місто Черкаси) — новатор сільськогосподарського виробництва, знатний комбайнер-винахідник, заслужений механізатор сільського господарства УРСР, двічі Герой Соціалістичної Праці (29.05.1951, 26.02.1958). Депутат Верховної Ради УРСР 5-го скликання.

## Біографія
Народився 3 (16 грудня) 1902 року в селі Леськах Черкаського повіту Київської губернії (тепер Черкаського району Черкаської області) в сім'ї селянина-бідняка.
У 1925—1928 роках наймитував у заможних селян. У 1929—1932 роках працював на заводі. З 1932 року працював на різних роботах у Новомосковській МТС, а з 1958 року — комбайнер колгоспу імені Сталіна (потім — «Україна») Новомосковського району Дніпропетровської області. Член КПРС з 1959 року.
1950 року Григорій Байда за 25 робочих днів намолотив 8 197 центнерів зерна. За цей трудовий подвиг 29 травня 1951 року йому вперше присвоєне звання Героя Соціалістичної Праці.
З 1950 року займається раціоналізаторством і винахідництвом. В 1951 році створив новий тип віндроуера для збирання зернових колосових культур, в 1956 сконструював трирядний кукурудзозбиральний комбайн ККСБ-3. В 1952 році йому було присвоєне почесне звання заслуженого механізатора сільського господарства УРСР. 26 лютого 1958 року Григорія Байду нагороджено другою золотою медаллю «Серп і Молот».
Помер 25 січня 1981 року у Черкасах. Похований на міському кладовищі.

## Нагороди, пам'ять

Пам'ятник Григорію Байді

Нагороджений двома орденами Леніна (29.05.1951, 31.05.1952), двома орденами Трудового Червоного Прапора (6.06.1949, 9.12.1957), медалями СРСР, а також великою золотою і іншими медалями ВСГВ. Заслужений механізатор сільського господарства Української РСР (24.01.1959)
На батьківщині Героя, в селі Леськах, встановлено бронзове погруддя Григорія Байди на гранітному постаменті (скульптор Олексій Жиражков).